# Embajada de España en Yemen
La Embajada de España en Yemen era la máxima representación legal del Reino de España en la República de Yemen.

## Embajador
El puesto de embajador actualmente se encuentra vacante tras el cese del último embajador, Francisco Javier Hergueta, en 2012.

## Misión diplomática
El Reino de España concentra su representación en el país en la embajada en la ciudad de Saná, creada en 2006, con carácter residente. Con anterioridad España estuvo representada en dos embajadas no residentes en la República Árabe de Yemen en la capital, Saná, y, en la República Democrática Popular de Yemen en Aden.

## Historia
El territorio del actual Yemen estuvo dividido hasta 1990 cuando la República Árabe de Yemen (Yemen del Norte), con capital en Saná, y la República Democrática Popular del Yemen (Yemen del Sur), con capital en Aden, se unificaron en un solo estado. España estableció relaciones diplomáticas con Yemen del Norte (RAY) en 1968, y un año después con Yemen del Sur (RDPY).
Ambos estados quedaron dentro de la demarcación de la Embajada española en El Cairo (Egipto) hasta 1972 cuando la RAY se incluyó en la Embajada española en Yeda (Arabia Saudí), mientras que la RDPY quedó bajo la autoridad de la Embajada de España en Adís Abeba (Etiopía). En 1989 ambas embajadas no residente se incluyeron en la Embajada de España en Jartum, capital de Sudán.
Finalmente, con la unificación de Yemen (1990) se mantuvo dentro de la Embajada española en Sudán hasta 1992 cuando pasó a la embajada española en Riad, capital de Arabia Saudí, y 2006 se creó la Embajada de España en Yemen con carácter residente.

## Cierre de la embajada
En 2012 el Ministerio de Asuntos Exteriores y de Cooperación decidió cerrar la embajada atendiendo a un criterio económico. Con estas medidas se pretendía lograr un ahorro de costes en aquellos lugares donde no se considere necesaria la presencia de una Embajada propia. En ese tiempo, se publicó el cese del actual embajador en Yemén, Francisco Javier Hergueta, y a partir del 1 de enero se procedió a cerrar la sede de la Embajada, quedando otro diplomático como encargado de negocios, pero trabajando desde la Delegación de la Unión Europea.
No obstante poco antes del estallido de la Guerra Civil en Yemen (2015) el Ministerio de Asuntos Exteriores y de Cooperación decidió suspender temporalmente la actividad de la embajada de España ante la inestabilidad que reinaba en el país, evacuando todo el personal de la embajada que se había integrado en la Delegación de la Unión Europea.